# Gare de Paderno-Dugnano
La gare de Paderno-Dugnano (en italien, Stazione di Paderno Dugnano) est une gare ferroviaire italienne de la ligne de Milan à Asso, située sur le territoire de la commonue de Paderno Dugnano dans la province de Milan en région de Lombardie.

## Situation ferroviaire
Établie à environ 163 mètres d'altitude, la gare de Paderno-Dugnano est située au point kilométrique (PK) 12 de la ligne de Milan à Asso, entre les gares de Cusano-Milanino et de Palazzolo-Milanese.

## Service des voyageurs

### Accueil
Gare voyageurs LeNord, elle dispose d'un bâtiment voyageurs, avec guichet et automate pour l'achat de titres de transport.

### Desserte
Paderno-Dugnano est desservie par des trains de la ligne S2, Mariano-Comense - Milan-Rogoredo du Service ferroviaire suburbain de Milan et de la ligne S4.

### Intermodalité
Un parking pour les véhicules est aménagé à proximité. 